# Jüdischer Friedhof (Bad Orb)

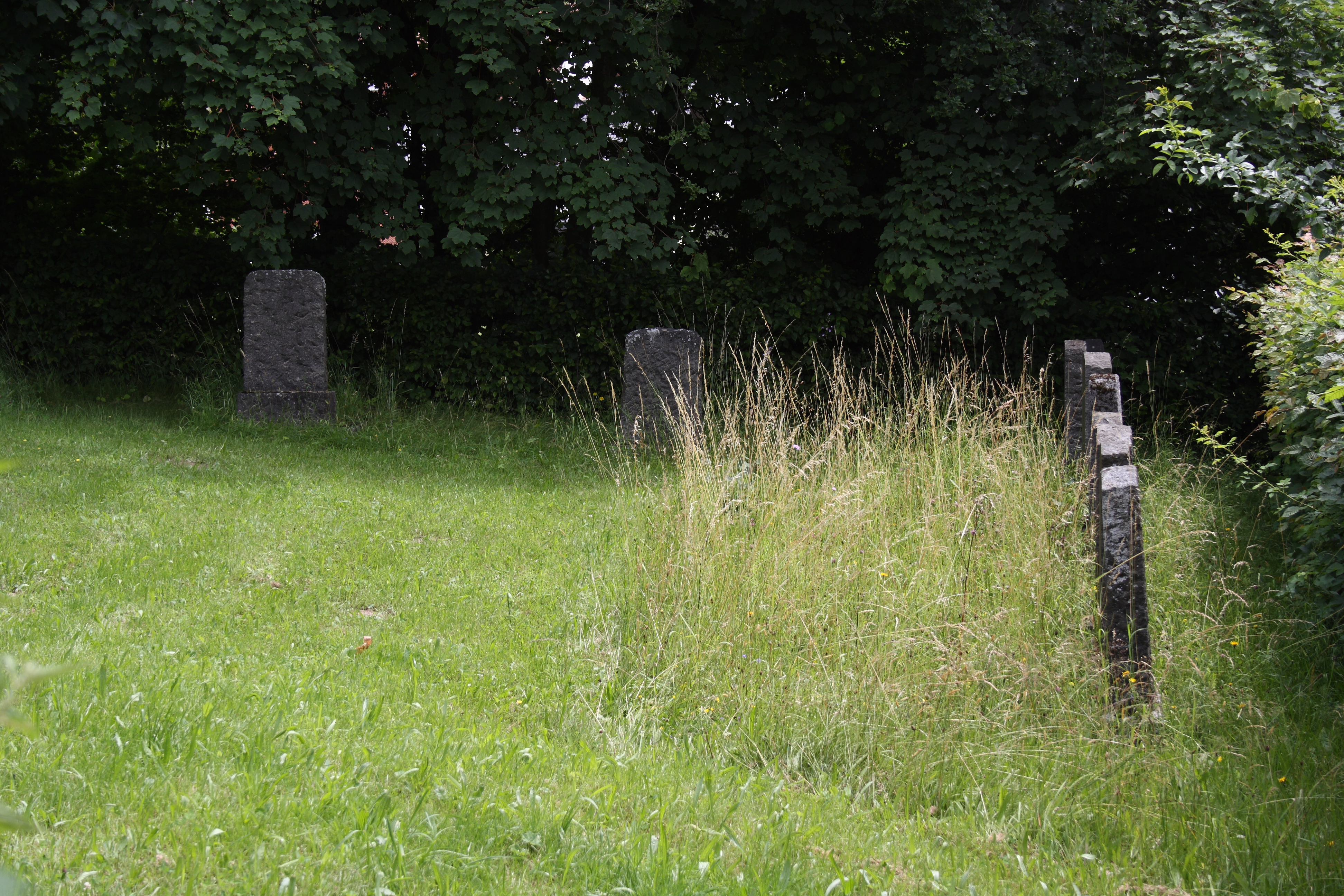
Jüdischer Friedhof in Bad Orb

Der Jüdische Friedhof Bad Orb ist ein jüdischer Friedhof in Bad Orb, einer Stadt im Main-Kinzig-Kreis in Hessen. Der Friedhof am Ende der Rhönstraße ist ein geschütztes Kulturdenkmal. Er ist heute von einem Neubaugebiet umgeben.

## Geschichte
Die Jüdische Gemeinde in Orb erhielt 1725 von der Stadt Orb ein Grundstück am Obertor, außerhalb der Stadtmauer, zur Anlegung eines Friedhofs. Nach langen Verhandlungen zwischen der Stadt und der jüdischen Gemeinde wurde dieser Friedhof aus sanitären Gründen 1838 geschlossen. 1841 trat die jüdische Gemeinde Orb dem Friedhofsverband des Jüdischen Friedhofs Aufenau bei. Dort wurden ihre Toten bis zu Anlegung des neuen jüdischen Friedhofs in Bad Orb, Anfang der 1930er Jahre, bestattet.
Der jüdische Friedhof in Bad Orb umfasst 7,85 ar. Bis 1935 gab es elf Bestattungen. Die elf Grabsteine (Mazewot) aus schwarzem Granit mit hebräischen und deutschen Inschriften sind erhalten.